# Nour Bououn
Nour Bououn, née le 14 novembre 1988, est une karatéka tunisienne.

## Carrière
Nour Bououn est sacrée championne d'Afrique en kumite dans la catégorie des moins de 53 kg en 2008 à Cotonou ainsi que dans la catégorie des moins de 50 kg en 2010 au Cap.